# Something Wicked This Way Comes (album de The Herbaliser)
Pour les articles homonymes, voir Something Wicked This Way Comes.
Albums de The Herbaliser
Session One
(2000) Take London
(2005)
Something Wicked This Way Comes est le cinquième album de The Herbaliser sorti en 2002 sur le label           Ninja Tune.
Il a atteint la 71e place des charts anglais.

## Liste des chansons
1. Something Wicked feat. Seaming To
2. Verbal Anime feat. Rakaa Iriscience
3. Time to Build feat. Blade
4. 24 Carat Blag
5. Mr. Holmes
6. Good Girl Gone Bad feat. Wildflower
7. The Hard Stuff
8. Distinguished Jamaican English feat. Phi Life Cypher
9. Worldwide Connected
10. The Turnaround
11. Battle of Bongo Hill
12. It Ain't Nuttin' feat. MF Doom
13. Unsungsong

## Titre de l'album
Le titre de l'album est directement tiré d'une réplique de la deuxième sorcière du Macbeth de William Shakespeare:
« By the pricking of my thumbs,
Something wicked this way comes.
Open, locks,
Whoever knocks! »
— William Shakespeare, Macbeth (acte IV, scène 1)

« D'après la démangeaison de mes pouces,
il vient par ici quelque maudit.
Ouvrez-vous, verrous,
qui que ce soit qui frappe. »
— Macbeth (acte IV, scène 1)